# Spöck (Stutensee)
Spöck is een plaats in de Duitse gemeente Stutensee, deelstaat Baden-Württemberg, en telt 4332 inwoners (2007).